# Корицкий, Осип Иванович
О́сип (Ио́сиф, Ю́зеф) Ива́нович Кори́цкий (1778—1829) — русский изобретатель, механик, гидротехник, инженер-подполковник, автор реконструкции и директор Вышневолоцкой водной системы.

## Биография
Родился 1 (12) января 1778 года в Заславле Волынской губернии.
Происходил из польского шляхетского рода Корицких герба Prus primo, католик. Ещё в детстве обнаружил страсть к механике. Первоначальные сведения по этой науке он получил у одного часовых дел мастера. Затем самостоятельно занимался механикой и приобрел в ней серьёзные познания. Но вообще обстоятельства его жизни в детстве и первая молодость совершенно не известны.
В 1805 году он прибыл в Санкт-Петербург «искать счастья». Узнав, что в ведомстве водяной коммуникации заняты вопросом об очистке Ладожского канала, он предложил начальнику ведомства, инженер-генерал-лейтенанту Ф.И. Герарду, придуманную им машину. Машина эта действовала очень успешно и Корицкий был принят на службу смотрителем реки Тверцы с чином коллежского регистратора. Он устроил по Тверце много мостиков и гатей, очень облегчивших тягу лошадьми по бечевнику. Причём справился так успешно, что и спустя много лет на вопрос о том, кто построил мостики и гати через плёсы Тверцы, всегда был ответ: «Это смастерил наш благодетель Корицкий!»
В 1812 году он представил принцу Георгию Ольденбургскому проект уничтожения неприятелей посредством взрывов. Принц одобрил этот проект, думал доложить Государю императору Александру I, но вскоре скончался и дело это заглохло. В то же время Корицкий устроил особую повозку для больших тяжестей, в которой трение было значительно ослаблено.
В 1816 году он был послан в Смоленск для устройства плавучего моста через Днепр на то время, пока будет строиться новый постоянный, взамен обрушившегося. Корицкий исполнил это поручение чрезвычайно быстро и дешево: он воспользовался сваями моста, построенного в 1812 году французами, и на них сделал мост, вполне заменивший предположенный плавучий.
В 1823 году, в чине инженер-майора, Корицкий был назначен директором Вышневолоцкой водной системы и произвел на ней весьма значительные и существенные улучшения, по планам, обдуманным им ещё ранее.
Дело в том, что засуха 1817 года довела Вышневолоцкую водную систему, устроенную ещё Сердюковым у с. Прутня, до полного истощения вод. Более 1,5 тыс. судов не прошло через Вышний Волочек и, как в худшие годы прошедшего XVIII века, караваны зазимовали. Цены на хлеб в Санкт-Петербурге резко пошли вверх, народ заволновался, и это привело к тому, что правительство потребовало предпринять «что-нибудь решительное» для улучшения столь необходимой для государства системы судоходства. Удивительно, но Сердюков, словно предвидя подобную ситуацию, писал, что через много лет найдется «упражняющийся» в гидротехническом искусстве, чтобы «дела в ещё наилучшее состояние привести». Корицкий предложил свой проект улучшения судоходства, над которым работал больше 10 лет. По его расчетам, чтобы обезопасить водную систему от любых неожиданностей, нужно было уровень воды в водохранилище поднять в два раза, тем самым увеличив площадь поверхности в десять раз.
В 1825—1828 годах он значительно увеличил Заводское водохранилище. Подпор плотины, устроенной до него Сердюковым, был небольшой. Площадь водохранилища была 5 или 6 кв. верст, с подпором не выше 3 аршин 10 вершков (2,57 м), — он поднял воду до 6 аршин (4,27 м) (впоследствии она была поднята ещё на 1 аршин) и образовал «небывалое искусственное озеро обширностью в 50 кв. верст». Для этого ему пришлось «уширить и возвысить» Бороздинскую дамбу, засыпать деревянный, ещё сердюковский бейшлот, а каменный усовершенствовать. Это сооружение поглотило в себя часть Цны, Шлины и три озера: Ключинское, Городолюбское и Здешевское. Успех превзошёл все ожидания, новое искусственное водохранилище совершенно преобразило местность. Оно не только способствовало значительному улучшению условий судоходства, но и защищало сам Вышний Волочёк, не позволяя весенней воде заливать город, как случилось ещё в 1821 году, когда большая часть города и ямская слобода были покрыты водой. Также новое сооружение дало возможность на каждую проходившую барку нагружать на 1,5 тыс. пудов более, чем прежде. Такое увеличение допустимой грузоподъемности произвело, можно сказать, эпоху в торговле, связанной с Вышневолоцкой системой.
Впечатляющее зрелище представляли водосбросы. «Все ездили смотреть на домашнюю Ниагару, которая занимала тем более, что её падение доставляло огромную пользу, а не одно пустое наслаждение взору». Однако дело не обошлось и без ропота местных жителей, особенно вышневолоцких ямщиков, обширные покосы и поля которых исчезли на дне озера. Дошло даже до того, что в проезд Государя императора Николая I, ямщики остановили его при въезде в город и жаловались на Корицкого, грозились даже бросить «почтовую гоньбу».
В 1826 году, вследствие сильной засухи, Сиверсов канал, огибающий озеро Ильмень между pеками Мстой и Волховом, не только обмелел, но даже местами совершенно пересох. Движение по системе сделалось почти совершенно невозможным, ибо переезд через озеро Ильмень был крайне опасен. Корицкий, посредством очень простого и остроумного способа, направил течение Мсты в канал, и в несколько дней восстановил вполне свободное движение.
В 1815 году ещё году Корицкий значительно упростил шлюз на реке Цна в одном очень неудобном и опасном для судов месте, а в 1826 году так же привел в изумление всех окрестных жителей, уничтожив, с помощью особого им придуманного и выстроенного ящика, опасный для судов омут. Наконец, на реке Мста, в так называемых боровицких порогах, где скорость течения была до 30 вёрст в час, он устроил особые «упругие заплывы», принесшие огромную пользу судоходству. Заплывы эти уменьшали силу удара судов о берега, неизбежного ввиду чрезвычайной извилистости русла, но, вместе с тем, вызывавшего нередко огромные потери, ибо если одно какое-нибудь судно ударялось слишком сильно и начинало тонуть, то следующие барки тоже почти неизбежно разбивались об него и, таким образом, погибало множество судов. В 1822—1823 гг. были применены заплывы по системе Корицкого и с тех пор плавание через пороги стало почти безопасным.
Таковы были главнейшие работы Корицкого на Вышневолоцкой системе. Кроме них он произвел ещё множество менее значительных и трудных, но также в высшей степени полезных для судоходства. Это и постройка шандорного полушлюза на Цнинском канале и новых бейшлотов на реках и озёрах, питающих систему. В самом Вышнем Волочке были одеты в гранит набережные и пристань у Богоявленского собора, построены мосты на каменных быках. Через эти мосты и замощённые булыжником улицы прошла новая дорога — Московское шоссе. Но главной дорогой оставалась водная — тысячи барок, миллионы пудов груза. И всё это шло в Петербург.
Корицкий вообще отличался чрезвычайной изобретательностью в области механики и постоянно устраивал различные модели, которые, к сожалению, после его смерти исчезли без следа. Но сколько он любил механику, столько же чувствовал отвращение от бумажного делопроизводства и переписки и получал много раз выговоры и замечания за несвоевременное доставку проектов, смет и отчётов.
Умер во время краткосрочной поездки 3 (15) августа 1829 года в селе Андреаполь Осташковского уезда Тверской губернии от болезни, развившейся вследствие ушиба, полученного им однажды, когда он выскочил из экипажа, который понесли лошади. Был погребён при Преображенской церкви на городском Пятницком кладбище в городе Вышний Волочёк Тверской губернии, «где каменная плита с простою надписью указывает его могилу» (из воспоминаний Штукенберга Антона Ивановича (1816-1887) — племянника О.И.Корицкого). В 1914 году его могила была приведена в порядок, поставлена ограда и плита из черного полированного гранита . Могила не сохранилась. В 2019 году Корицкому была поставлена памятная доска на народные пожертвования .

## Служба
- 12.11.1805 Вступил в службу из польского шляхетства в Департамент водных коммуникаций при инженер-генерал-лейтенанте Ф.И. Герарде механиком по разным поручениям. Находился в должности по 13.03.1810[4].
- 31.12.1806 Коллежский регистратор.
- 13.03.1810 Инженер 3-го класса с поступлением в 1-й Округ по водным сообщениям Корпуса инженеров путей сообщения.
- 01.01.1815 Инженер 2-го класса.
- 30.04.1816 Капитан.
- 17.04.1819 Майор.
- 28.06.1823 Подполковник.
- 11.02.1824 Назначен управляющим Вышневолоцким отделением 1-го Округа по водным сообщениям Корпуса инженеров путей сообщения.
- 29.11.1810 Объявлена благодарность от Главного директора.
- 21.04.1826 Награжден Орденом Святой Анны 3-й степени.
- 05.01.1827 Награжден Орденом Святого Владимира 4-й степени.
- ??.01.1828 Объявлено Высочайшее Благоволение.

## Семья
Жена — Надежда Густавовна Корицкая (урожденная Рудольф) (10.01.1799—29.06.1877) — дочь доктора из г. Вышний Волочёк, жена которого — немка из семейства Шульц. Похоронена в селе Выдропужск Вышневолоцкого уезда.
Дети:
- Семён Осипович Корицкий (1803—?) — сын от 1-го брака.
- Екатерина Осиповна (1817—1874), жена инженер-полковника Павла Адольфовича Мейнгардта (1812—1873); в семье воспитывались один сын и шесть дочерей. Одна из дочерей, Анна Павловна Корба (Прибылёва) (1849—1939), была активной участницей партии «Народная Воля». Была подругой С. Перовской и В. Фигнер. Другая дочь — Мария Павловна Лешерн фон Герцфельд — член народнической организации  «Земля и Воля», активная участница освобождения П. А. Кропоткина.
- Александр Осипович (1818—1866) — художник, ученик К. Брюллова.
- Виктория Осиповна (17.12.1824—5.04.1854), замужем за Петром Михайловичем Верховским. Умерла при рождении седьмого ребёнка, сына Александра. Во втором браке, с Варварой Петровной Денисьевой (12.03.1835 – 16.12.1889) у Петра Михайловича родилось ещё 10 детей. Мать Варвары Петровны, Юлия Александровна Новикова (ок. 1800 – 1845) была племянницей Н. И. Новикова[5].
- Аполлония Осиповна (1826 — 07.10.1828), умерла в возрасте двух лет. Была погребена при Преображенской церкви на городском Пятницком кладбище в в Вышнем Волочке.
- Анна Осиповна (1828—1917), в замужестве Петрова.